# Leuconitocris schoutedeni
Leuconitocris schoutedeni é uma espécie de escaravelho da família Cerambycidae.  Foi descrito por Stephan von Breuning em 1951.